# Ed Sanders (boxe anglaise)
Ed Sanders est un boxeur américain né le 30 mars 1930 à Los Angeles, Californie, et mort le 14 décembre 1954 à Boston, Massachusetts.

## Carrière
Vainqueur des Golden Gloves et champion olympique aux Jeux de Helsinki en 1952 dans la catégorie poids lourds, il passe professionnel l'année suivante. Sa carrière est malheureusement marquée par son 9e et dernier combat l'opposant à Willie James le 11 décembre 1954 : battu par KO au 11e round, il succombera 3 jours plus tard à ses blessures.

## Parcours auxJeux olympiques
Jeux olympiques d'été de 1952 à Helsinki (poids lourds) :
- Bat Hans Jost (Suisse) par KO au 1er round
- Bat Jan Lansiaux (France) sur blessure
- Bat Giacomo Di Segni (Italie) par KO au 3e round
- Bat Andries Nieman (Afrique du Sud) par KO au 2e round
- Bat Ingemar Johansson (Suède) par disqualification au 2e round